# Senecio ventanensis
Senecio ventanensis es una especie de planta con flor de la familia de las Asteraceae.
Es endémica del Sistema de Tandilia y del Sistema de Ventania, ubicados en el centro-este de Argentina.

## Características
Es una planta herbácea anual, tallos floríferos con algunas hojas inferiores. Hojas basales en forma de roseta. Flores dispuestas en los extremos de los tallos, los pétalos, de color amarillo, tienen un labio inferior en forma de “bolsa”.

## Taxonomía
Senecio ventanensis fue descrita por  Ángel Lulio Cabrera  y publicado en Notas Preliminares del Museo de La Plata 3: 120, f. 4. 1934.
Etimología
Ver: Senecio
ventanensis: epíteto geográfico que alude a su localización en las Sierras de Ventania.